# CZ 25冲锋枪
CZ 25（正確讀法是Sa.25、Sa-48b或samopal vz.48b）是一系列由捷克斯洛伐克所設計、在1948年推出的著名衝鋒槍。這款衝鋒槍系列通常有四種外型上非常相似的型號，分別是：Sa.23、Sa.24、Sa.25和Sa.26。這個衝鋒槍系列的主要設計師是CZ特拉科尼采武器工廠的總工程師瓦茨拉夫·霍萊克。
為了便捷起見，除非是必須表示其型號，否則以下本文將一律以CZ 25系列之作為文章中的簡稱。

## 概述
CZ 25系列衝鋒槍採用設計簡單的反沖作用式槍機，並沒有採用閉膛待擊，而是使用開膛待擊的設計。他們還使用了可以控制射擊模式的漸進式扳機系統，可以選擇半自動和全自動兩種射擊模式。輕按扳機的話只能單發，而完全按下扳機的話便是全自動射擊，直到扳機被釋放或是彈匣已經用盡子彈。
CZ 25系列衝鋒槍是第一種被正式採用的包絡式槍機（英語：Telescoping bolt）衝鋒槍（事實上，第一枝使用了包絡式槍機的衝鋒槍是MCEM 2衝鋒槍），即是將槍機縮進機匣後部，縮短槍機運作距離，並且以機匣包覆大部份槍管，從而達到縮短槍械總長度。這種設計能大大減少其總長度，亦令全槍的平衡性和便攜性大大提高。由於使用垂直型設計的手槍握把、從握把底部插入彈匣和扳機結構，亦且握把位置大致是在全槍的中間位置，令操作系統得到進一步的改進。此槍的機匣是從單一的加工圓形钢管所製成。
CZ 25系列衝鋒槍對於西方國家而言是最著名的一種設計，後來的烏茲衝鋒槍的設計靈感亦是來自CZ 25系列衝鋒槍。

## 衍生型

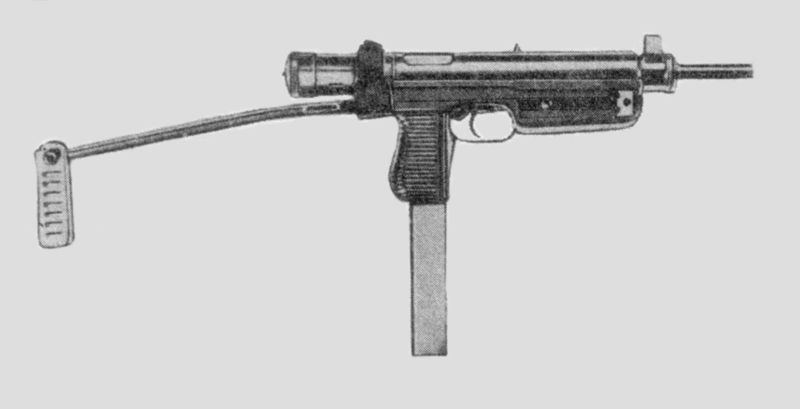
CZ 25

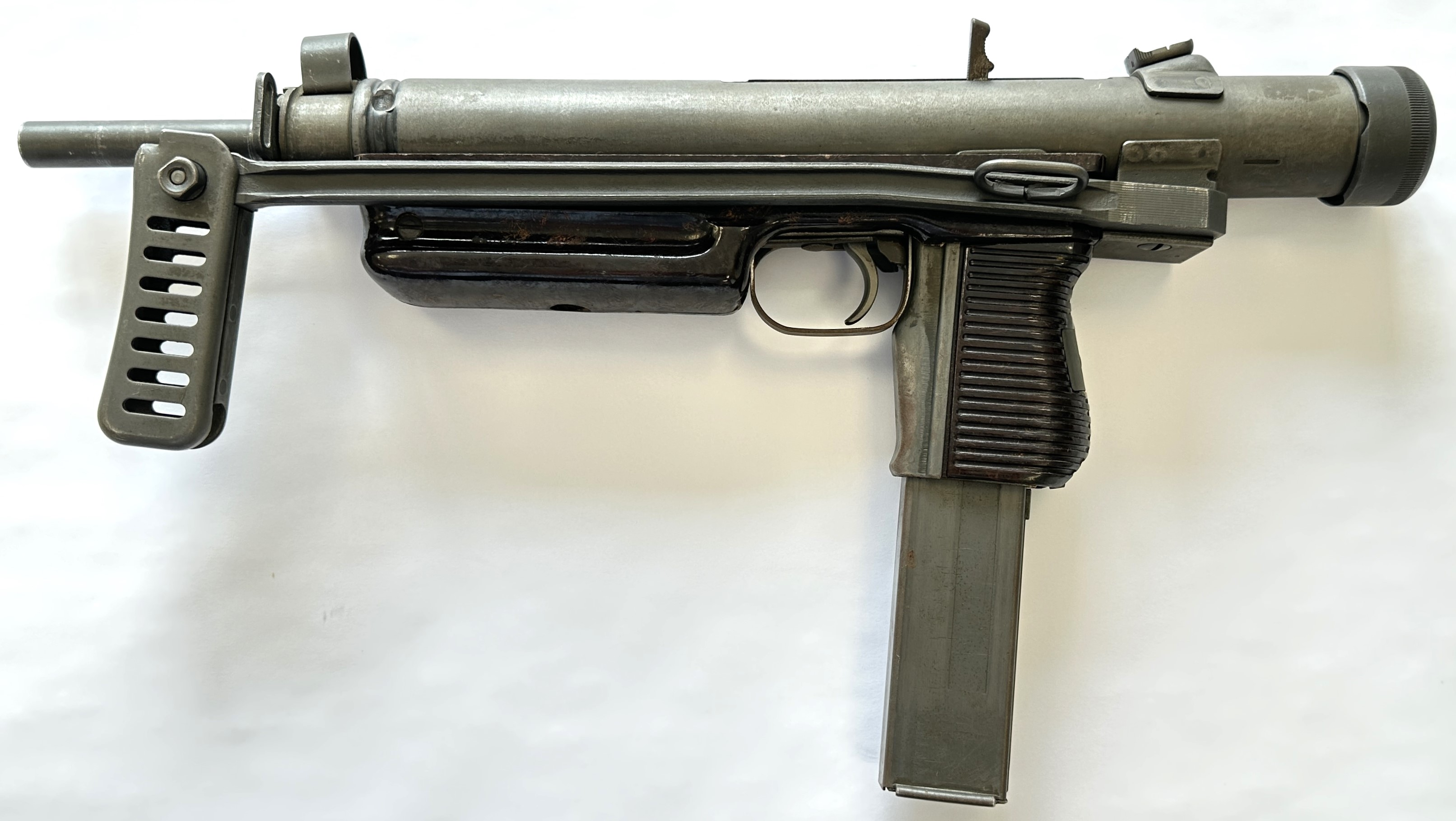
CZ 26

- CZ 23（Sa.23、vz.48a）：第一種衍生型，使用固定的木製槍托，發射9×19毫米（又名為9毫米帕拉貝倫）手枪子弹。裝有垂直型手槍握把，兼具從握把底部插入彈匣的用途。彈匣為雙排式設計，有24、40發兩種容量可以選擇。
- CZ 25（Sa.25、vz.48b）：第二種衍生型，也是最著名的衍生型。使用可折疊的金属製槍托，仍然是發射9毫米子弹。除了可折疊的金属製槍托以外，其餘都和CZ 23相同，亦且使用相同的24、40發雙排式彈匣。

而CZ 24和CZ 26就是在捷克斯洛伐克加入了华约以後生產的，並且重新設計，發射的彈藥改為蘇聯的7.62×25毫米托卡列夫手枪子弹。
- CZ 24（Sa.24、vz.48a/52）：和CZ 23相近，使用固定的木製槍托，發射7.62×25毫米托卡列夫手槍子弹。如要分辯出CZ 23和CZ 24的話，就要看著其手槍握把是否稍微向前傾斜；如果是稍微向前傾斜的話就是CZ 24，如果是垂直型的話就是CZ 23。其餘的主要部件例如機匣和其他零件在外表上明顯相同。彈匣為雙排式設計，只有32發一種。
- CZ 26（Sa.26、vz.48b/52）：和CZ 25相近。使用可折疊的金属製槍托，仍然是發射7.62×25毫米托卡列夫手槍子弹。除了可折疊的金属製槍托以外，其餘都和CZ 24相同，亦且使用相同的32發雙排式彈匣。

## 近期歷史
1968年之後，CZ 25被宣布已經過時，許多9毫米口徑的CZ 23和CZ 25銷往世界各地。而剩餘的武器就出口到其他共产主义國家，包括北越。1970年代初，羅德西亞就曾經將一些7.62×25毫米的CZ 26改為9×19毫米，並且命名為LDP（英語：Land Defence Pistol，意為：土地保衛手槍）。其後生產被轉送到南非，曾經短暫地銷售並且命名為桑諾77（英語：Sanna 77），只有半自動射擊模式，並且向該國陷入困境的白人农场出售和使用作為自衛用途。

## 使用國
- 柬埔寨[3]
- 智利[4]
- 古巴[3]
- 捷克斯洛伐克[3]
- 格瑞那達
- 几内亚[3]
- [3]
- 黎巴嫩[4]
- 利比亞[4]
- 莫桑比克[3]
- 尼加拉瓜[3]
- 奈及利亞[3]
- 羅馬尼亞[3]
- 斯洛伐克[3]
- [3]
- 南非[4]
- 叙利亚[3]
- 坦桑尼亚[3]
- 乌克兰
- 越南

### 前使用國
- 捷克斯洛伐克
- 羅德西亞

## 資料來源
1. ↑  Lee E. Russel. . 1985: 44.
2. ↑  捷克文全寫：samopal vzor 48 výsadkový冲锋枪，1948年型號，傘兵型
3. 1 2 3 4 5 6 7 8 9 10 11 12 13  Jones, Richard D.; Ness, Leland S. (编).  35th. Coulsdon: Jane's Information Group. January 27, 2009. ISBN 9780710628695.
4. 1 2 3 4  .   [2010-12-03]. （原始内容存档于2010-12-06）.

## 外部連結
- （英文）—Modern Firearms—Sa. 23 / Sa. 24 / Sa. 25 / Sa. 26 submachine gun（页面存档备份，存于）
- （英文）—The Firearm Blog—Odd Guns: CZ 26 SMG（页面存档备份，存于）
- （俄文）—Энциклопедия Вооружений－CZ 23（页面存档备份，存于）
- （简体中文）—D Boy Gun World（槍炮世界）—Sa 23系列冲锋枪（页面存档备份，存于）